# Michael Murray (organist)
Michael Murray (Kokomo, 19 maart 1943) is een Amerikaanse organist en schrijver.

## Biografie
Murray studeerde aan de Butler University en het Oberlin College Conservatory of Music, voor privéstudie met Marcel Dupré in Parijs. Hij was de laatste belangrijke student van Dupré, over wie hij later een biografie zou schrijven. Tijdens het prestatieseizoen 1968-69 speelde Murray de volledige orgelwerken van Johann Sebastian Bach in een reeks van twaalf recitals in Cleveland. Hij herdacht later de 150ste verjaardag van César Franck door de volledige orgelwerken van die componist in 1972 te spelen. Hij herhaalde de cyclus voor de honderdste verjaardag van de dood van Franck (1990, in de kathedraal van St. John the Devine in New York). Murrays uitvoeringen zijn in veel Noord-Amerikaanse steden opgenomen, zowel als solist als met grote orkesten. Critici noemen Murray's zeldzame combinatie van techniek, attentheid en muzikaal gevoel. Hij heeft veel opnamen gemaakt op het Telarc-label, met de werken van Bach, Franck, Camille Saint-Saëns en anderen.
Murray is nu gestopt met concerten en opnamen. In juni 2014 heeft hij zich ook teruggetrokken uit de bisschoppelijke kerk van St. Mark's in Columbus, Ohio, waar hij 31 jaar organist was. Hij is nu organist emeritus. Hij is ook een bibliothecaris in de muziek- en dansbibliotheek aan de Ohio State University.
Murray heeft veel artikelen geschreven en heeft vijf boeken gepubliceerd. Zijn Marcel Dupré: The Work Of A Master Organist staat beschreven in zijn derde drukwerk. Ook heeft hij French Masters of the Organ  geschreven en heeft hij gediend als redacteur voor A Jacques Barzun Reader. Hij heeft een biografie geschreven van Jacques Barzun, Jacques Barzun: Portrait of a Mind.
Murray is een eredoctoraat toegekend door de Ohio State University (2000).

## Nederland
In Nederland speelde hij op het Schnitgerorgel in de Grote of Sint-Michaëlskerk te Zwolle, het Slegel/Morletorgel in de St. Nicolaaskerk in Kampen en het Christian Muller-orgel in de Grote of Sint-Bavokerk, Haarlem.

## Discografie
- Bach at The Methuen Memorial Music Hall
- Bach at The First Congregational Church, Los Angeles
- A Recital of Works by Bach, Messiaen, Dupre, Widor & Franck
- Bach at St. Andreas-Kirche, Hildesheim
- An Organ Blaster Sampler: The Best of Michael Murray
- Bach and Franck
- Bach at St. Bavo's: Concert from St. Bavo's Church, The Netherlands
- Bach at Zwolle
- Bach in Los Angeles (Toccata & Fugue in D minor)
- Bach Organ Blaster
- Bach: Organ Works
- Ceremonial Music for Trumpet & Organ (met Rolf Smedvig)
- Dupre, Franck & Widor
- Dupre: Symphony in G minor & Rheinberger: Organ Concerto No. 1 (met het Royal Philharmonic Orchestra)
- Encores a la francaise & Poulenc: Organ Concerto (met het Atlanta Symphony Orchestra)
- Franck: The Complete Masterworks for Organ
- Jongen: Symphonie Concertante & Franck: Fantaisie in A (met het San Francisco Symphony)
- Music for Organ, Brass & Percussion (met de Empire Brass)
- Poulenc: Gloria and Concerto for Organ (met het Atlanta Symphony Orchestra)
- Saint-Saëns: Symphony No. 3 and Encores a la francaise
- Saint-Saëns: Symphony No. 3 (met het Philadelphia Orchestra)
- Saint-Saëns: Symphony No. 3 in C minor, Organ (met het Royal Philharmonic Orchestra)
- The Willis Organ at Salisbury Cathedral
- The Young Bach
- Vierne: Organ Symphonies
- Works by Franck, Widor, Dupre, Bach & others